# Koehleraster abnormalis
Koehleraster abnormalis is een zee-egel uit de familie Echinoneidae.
De wetenschappelijke naam van de soort werd in 1883 gepubliceerd door Perceval de Loriol.